# Sachin Tendulkar
Sachin Tendulkar (Bombai, Índia, 24 d'abril del 1973) és un exjugador de cricket indi, considerat un dels millors batedors de la història. Amb el sobrenom The Little Master sovint se'l cita com un dels millors batedors de la història del cricket i va batre diversos rècords mundials importants durant la seva carrera. Va començar en first-class cricket amb l'equip de Bombai amb només quinze anys abans de ser seleccionat per primera vegada amb l’equip indi un any més tard, el 1989.
El 1998, va superar el millor nombre de centuries d'èxit a One-day Internationa (ODI). L'any 2000, esdevé el rècord de més carreres en aquesta forma de joc. En els test-match, va superar les millors marques equivalents el 2005 i el 2008 respectivament. El 2010, va aconseguir la puntuació individual ODI més alta, 200 carreres, i va guanyar la Copa del Món de Cricket el 2011 amb l'Índia.
Molts contractes publicitaris el converteixen, durant la seva carrera, en el jugador més ric del món. Es va retirar de l'esport el 2013.

## Biografia

### Joventut i inici de carrera
Sachin Tendulkar va néixer el 24 d'abril de 1973 a Bombai. És el més petit de quatre fills, per a qui el criquet és una passió. Fins als 11 anys només juga amb pilotes de tennis o de goma. El seu germà Ajit, un any més gran que ell, és el seu mentor. Això l'empeny a ser entrenat per Ramakant Achrekar. Educat a Sharadashram Vidyamandir, Tendulkar juga a l'equip de cricket de l'escola. Va tenir èxit en el seu primer century a l'edat de dotze anys. El 1988, als catorze anys, va anotar un doble century als quarts de final del Harris Shield Tournament, un trofeu interescolar. Al febrer, a les semifinals de la competició contra el St Xavier's High School, Tendulkar i Vinod Kambli, un altre futur internacional de l'Índia, van anotar 664 carreres en associació (partnership) entre ells, la xifra més alta que s'ha registrat mai en qualsevol forma de criquet, un rècord batut per dos indis de tretze anys el 2006. La seva puntuació personal és de 326 carreres. A la final, va anotar 346 carreres.
Als quinze anys, mentre entrenava amb l’equip de Bombai, va ser descobert pel seu capità, Dilip Vengsarkar. Això el va fer debutar al cricket first-class contra Gujarat al Ranji Trophy el desembre de 1988. Tendulkar va anotar un century que el va convertir en l'indi més jove en anotar un en el seu partit de debut a aquest nivell

### Debut internacional
A la fi de 1989, als 16 anys i havent jugat només una temporada amb Bombai, Tendulkar va ser seleccionat per a una gira de l’equip de l'Índia al Pakistan. Va jugar el seu primer partit de prova als 16 anys i 205 dies a l’Estadi Nacional de Karachi contra els locals. Només va anotar 15 carreres en aquesta ocasió. A la quarta i última reunió de la sèrie, a l’estadi Jinnah de Sialkot, va ser colpejat al nas per un llançament de Waqar Younis però, ensangonat, va fer una puntuació de 57 curses.
Va debutar a One-day International el 18 de desembre del mateix any, encara contra Pakistan, però va ser eliminat sense haver marcat.
Va ser seleccionat per a la gira de l'equip de l'Índia per Anglaterra el 1990. En el segon partit de prova de la sèrie contra l’equip d'Anglaterra, a Old Trafford, va aconseguir el seu primer internacional del century, 119 curses sense ser noquejat en la segona etapa índia mentre el seu equip estava en mal estat. La seva actuació va permetre a l'Índia evitar la derrota, i amb 17 anys i 112 dies, va ser el segon jugador més jove de la història a anotar més de 100 en aquesta forma del joc. També va viatjar a Austràlia el 1991-1992. L'Índia va perdre una ratxa de proves de cinc partits allà per quatre a zero davant Austràlia, però Tendulkar va ser el batedor més reeixit del seu equip En el tercer joc, al Sydney Cricket Ground, es va convertir en el jugador més jove en completar un century a terra australiana en aquest format, anotant 148 carreres.
Aconsegueix notablement una associació de 196 carreres amb Ravi Shastri, que ell mateix marca 206 carreres. En el cinquè partit de prova, al WACA Ground de Perth, va anotar 114 carreres de les 140 acumulades pel seu equip mentre estava al terreny de joc
El 1992, amb 19 anys, es va convertir en el primer jugador no anglès a signar un contracte amb el Yorkshire County Cricket Club, que aleshores acabava d'abolir una pràctica de set dècades a la qual només els jugadors nascuts a Yorkshire podien unir-se. Va participar en 16 reunions del Saison 1992 du County Championship, amb un total de 1.070 carreres a la competició.

### Continuació de la carrera
Tendulkar va anotar el seu primer century ODI el setembre de 1994 contra Austràlia en un torneig a tres a Sri Lanka, en el seu 78 coincideixen a aquest nivell. Amb 523 curses, va ser el màxim golejador de la Copa del Món de 1996, celebrada a l'Índia, Pakistan i Sri Lanka.

### Guanys
Tendulkar es va convertir en el jugador de cricket més ric del món quan va signar un contracte de cinc anys per 31,5 milions de rupies el 1995 El 2001, va signar un nou contracte de cinc anys amb aquesta empresa, aquesta vegada per 100 milions de rupies El 2006, va signar un contracte de tres anys i 40 milions de dòlars amb l'empresa de màrqueting Iconix, una filial de Saatchi i Saatchi
L'octubre de 2021, el seu nom és citat als Papers de Pandora.

## Rècord esportiu

### Equips principals
| Internacional           | Internacional  | Internacional | Internacional |
|                         | Prova          | ODI           | Vint20        |
| ----------------------- | -------------- | ------------- | ------------- |
| Inde                    | 1989 -         | 1989 -        | 2006 -        |
| servidors               |                |               |               |
|                         | Primera classe | Llista A      | Vint20        |
| Bombay i després Mumbai | 1988 - 89 -    | 1990 - 91 -   | 2006 - 07 -   |
| Yorkshire               | 1992           | 1992          |               |
| Mumbai Indians          |                |               | 2008 -        |

### Estadístiques

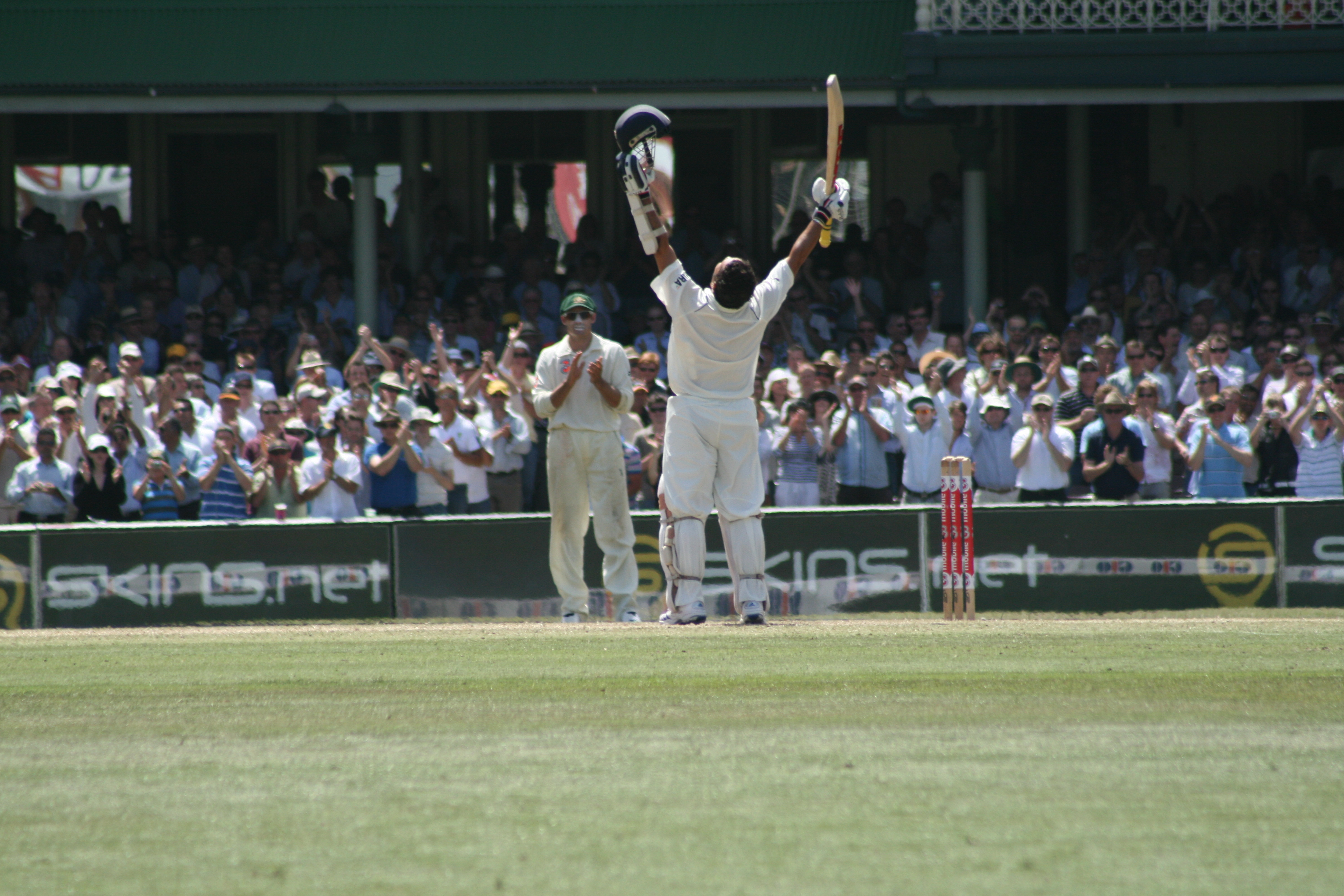
Sachin Tendulkar aixecant els braços després de marcar un century, 2008.

Sachin Tendulkar va aconseguir el seu century trenta-cinquè en un partit de prova amb l’equip de l'Índia el desembre de 2005 contra Sri Lanka, superant el rècord de més de vint anys del seu compatriota Sunil Gavaskar. Va batre el rècord de carrera de Brian Lara en aquest format, l'octubre de 2008 contra Austràlia, i alhora es va convertir en el primer jugador a superar la marca de 12.000 en aquest nivell. e 15 000 15.000 en aquest nivell el 2011.
A One-day International (ODI), va superar els 17 centuries de Desmond Haynes el 1998 contra Zimbabwe, menys de quatre anys després d'aconseguir la seva primera puntuació per sobre de 100 en aquest nivell. Va creuar els 9 378 curses del seu antic company d'equip Mohammad Azharuddin l'octubre de 2000 contra Nova Zelanda 18.000 en aquest nivell el 2011.
El 24 de gebrer de 2010, es va convertir en el primer jugador a assolir les 200 carreres en una carrera ODI, quan va anotar exactament aquest nombre en un partit contra Sud-àfrica al Captain Roop Singh Stadium de Gwâlior. Va batre així el rècord compartit per Saeed Anwar (Pakistan) i Charles Coventry (Zimbabwe), 194 runs. El 2011, el seu company d'equip Virender Sehwag ho va fer millor en aconseguir un total de 219 punts contra les Índies Occidentals.
| Registre                      | Predecessor                          | Tendulkar Total | Successor             |
| ----------------------------- | ------------------------------------ | --------------- | --------------------- |
| Carreres en partits de prova  | Brian Lara (11 953)                  | 15.921          |                       |
| Centuries en partits de prova | Sunil Gavaskar (34)                  | 51              |                       |
| Carreres en ODI               | Mohammad Azharuddin (9.378)          | 18.426          |                       |
| Centuries en ODI              | Desmond Haynes (17)                  | 49              |                       |
| Millor puntuació en ODI       | Saeed Anwar i Charles Coventry (194) | 200             | Virender Sehwag (219) |

## Honors
- Un dels cinc Wisden Cricketers of the Year de 1997.

- Nomenat jugador més valuós a la Copa del Món de Cricket de 2003.[30]

- Padma Vibhushan el 2008.[31]

- Rajiv Gandhi Khel Ratna 1997-98.

- Bharat Ratna 2014

- Premis Laureus World Sports 2020[32]